# Дејан Радичевић
Дејан Радичевић (1970) српски је археолог познат по истраживању средњовековних налазишта, укључујући и метрополу из доба Немањића пронађену 2013. године на Руднику и локалитет „Ђурине ћелије“ у суседном селу Манојловци.
Доцент је на Одељењу археологије Филозофског факултета у Београду и председник Средњовековне секције Српског археолошког друштва. 